# Liste des films colombiens sortis dans les années 2010
Cette liste répertorie les longs-métrages du cinéma colombien concernant la fiction, l'animation et les documentaires sortis dans les années 2010.
| Type         | Titre original                 | Titre français | Réalisateur            | Année |
| ------------ | ------------------------------ | -------------- | ---------------------- | ----- |
| Fiction      | Al son de las guitarras        | -              | Abner Benaim           | 2010  |
| Fiction      | Contracorriente                | -              | Javier Fuentes-León    | 2010  |
| Fiction      | Del amor y otros demonios      | -              | Hilda Hidalgo          | 2010  |
| Fiction      | El vuelco del cangrejo         | -              | Oscar Ruíz Navia       | 2010  |
| Fiction      | García                         | -              | José Luis Rugeles      | 2010  |
| Fiction      | La sociedad del semáforo       | -              | Rubén Mendoza          | 2010  |
| Fiction      | Rabia                          | -              | Sebastián Cordero      | 2010  |
| Fiction      | Retratos en un mar de mentiras | -              | Carlos Gaviria         | 2010  |
| Fiction      | Sin tetas no hay paraíso       | -              | Gustavo Bolívar Moreno | 2010  |
| Documentaire | El silencio de los fusiles     | -              | Nathalia Orozco        | 2017  |
| Fiction      | Le Voyage de Lila              | -              | Marcela Rincón         | 2017  |